# Funció potencial
En matemàtiques, i més específicament en anàlisi matemàtica, s'anomena funció potencial una funció de la forma
{\displaystyle f(x)=cx^{a}}
on c és una constant i a és una altra constant, dita exponent de la funció potencial.
En general es pensa en la funció potencial com una funció de variable real (x {\displaystyle \in } R), per bé que sovint també s'estudia com a funció de variable complexa. En qualsevol dels dos casos, el conjunt de definició de la funció pot canviar segons que l'exponent a sigui un nombre natural, un enter o un nombre real qualsevol.
Deixant a banda el cas trivial en què c=0, les propietats de la funció c xa, per a c>0, no difereixen sensiblement de les de la funció xa, i per a c<0 les diferències són escasses (decreixement en comptes de creixement, etc.), de manera que és suficient estudiar les propietats de la funció f(x) = xa.
Les funcions potencials amb exponent natural apareixen en la construcció de les funcions polinòmiques i les sèries de potències. Les potències amb enters negatius apareixen en les sèries de Laurent. Les funcions potencials amb exponent real qualsevol s'usen en la descripció i modelització de nombrosos fenòmens físics.

## Casos especials (exponents enters i racionals)

### Exponent natural

Funcions potencials amb exponent 0 (negre), 1 (blau), 2 (vermell), 3 (verd), 4 (taronja), 5 (violeta).

Són les funcions definides sobre R per
{\displaystyle f(x)=x^{n}}
on n {\displaystyle \in } N.
Per a n parell, la funció corresponent és parella, és a dir que, per a tot x, f(-x) = f(x); el seu graf és simètric respecte a l'eix d'ordenades.
Per a n senar, la funció associada és imparella, és a dir que, per a tot x, f(-x) = -f(x); el seu graf és simètric respecte a l'origen de coordenades.
Els primers valors de n corresponen a funcions elementals ben conegudes: 
- per a n=0, seguint el conveni general d'exponent igual a 0, es tracta de la funció constant f(x)=1.
- per a n=1, es tracta de la funció identitat f(x)=x.
- per a n=2, es tracta de la funció d'elevar al quadrat f(x)=x²; la seva representació gràfica és una paràbola.
- per a n=3, es tracta de la funció d'elevar al cub; la seva gràfica és una cúbica.
- per a n=4, es tracta de la funció d'elevar a la quarta; la seva gràfica és una quàrtica.

Totes aquestes funcions prenen el valor 1 en 1. Com més augmenta l'exponent, més s'aixafa la corba sobre l'eix de les abscisses entre -1 i 1, i més gran és el seu pendent fora d'aquest interval. En particular, si m < n, llavors, per a tot x {\displaystyle \in } ]0,1[, {\displaystyle x^{m}>x^{n}}, i per a tot x>1, {\displaystyle x^{m}<x^{n}}.
La funció constant 1 a banda, les funcions potencials són totes estrictament creixents sobre el conjunt dels reals positius. El seu límit quan x tendeix a +∞a és +∞, i el seu valor en 0 és 0. Sobre el conjunt dels reals negatius, cal distingir el cas d'exponent parell, en què la funció és decreixent, i el d'exponent imparell, en què la funció és creixent. Si l'exponent és imparell i diferent d'1, el graf de la funció posseeix un punt d'inflexió a l'origen.
La funció potencial {\displaystyle f(x)=x^{n}} és derivable sobre tot R, i la seva funció derivada és
{\displaystyle f'(x)=nx^{n-1},}
fórmula vàlida també en el cas de n=0.
Si l'exponent és n>1, aquesta derivada s'anul·la en x=0 i només en aquest punt; és a dir, que 0 és l'únic punt crític de f.
La funció potencial també té primitives, que venen donades per
{\displaystyle F(x)={\frac {1}{n+1}}x^{n+1}+C,}
on C és una constant arbitrària.
Les funcions potencials amb exponent natural serveixen per construir les funcions polinòmiques, i més generalment les sèries de potències.

### Exponent enter negatiu

Funcions potencials d'exponent - 1 (blau), - 2 (vermell), - 3 (verd).

En aquest cas es tracta de les funcions definides sobre R* = R-{0} per
{\displaystyle f(x)=x^{-n}={\frac {1}{x^{n}}}}
amb n>0 un nombre natural.
Igual que en el cas d'exponent positiu, són funcions parelles o imparelles segons que ho sigui l'exponent.
El cas de n=1 és especialment interessant, ja que es tracta de la funció d'invertir,
f(x)=1/x. La seva gràfica és una hipèrbola.
Totes aquestes funcions prenen el valor 1 en el punt 1. A mesura que augmenta n, el graf de y = 1/xn s'aixafa en el domini |x|>1, mentre que el seu pendent es va fent més pronunciat en els intervals ]-1,0[ i ]0,1[.
Aquestes funcions potencials són totes estrictament decreixents sobre el conjunt dels reals positius; sobre els reals negatius són positives i creixents, o negatives i decreixents, segons que n sigui respectivament parell o imparell. El seu límit quan x tendeix a +∞a o a -∞ és 0. El seu límit quan x tendeix a 0+ és +∞a, mentre que quan x tendeix a 0- +∞a si n és parell, i -∞ si n és imparell. La gràfica posseeix per tant dues asímptotes, d'equacions x=0 i y=0.
La derivada de 1/xn és -n/xn+1.
Si n>1, una primitiva de 1/xn és (-n+1)/xn-1,
mentre que una primitiva de 1/x és ln |x|.

### Arrelsn-èsimes

Funcions potencials d'exponent 1/2 (blau), 1/3 (vermell).

Per a tot nombre natural n>0, la funció {\displaystyle g(x)=x^{n}} és una bijecció
- de {\displaystyle [0,+\infty [} en {\displaystyle [0,+\infty [} quan n és parell
- de {\displaystyle \mathbf {R} } en {\displaystyle \mathbf {R} } quan n és imparell

La seva funció inversa és l'arrel n-èsima:
{\displaystyle f(x)={\sqrt[{n}]{x}}=x^{1/n}}.
El seu límit quan x tendeix a +∞ és +∞, però la gràfica està girada cap a l'eix de les abscisses (es parla de "branca parabòlica"). Aquesta gràfica és simètrica de la de la funció y=xn respecte a la diagonal y=x.
La funció f(x) = x1/n és derivable en cada punt del seu domini de definició excepte quan x=0, on el seu graf posseeix una tangent vertical. La seva derivada és
{\displaystyle f'(x)={\frac {1}{n}}{\frac {1}{x}}x^{1/n}}
| Prova: | El teorema de la derivada de la funció inversa assegura que {\displaystyle f_{1/n}'={\frac {1}{f_{n}'\circ f_{1/n}}}} en tot punt on {\displaystyle f_{n}'\circ f_{1/n}} no s'anul·la. Doncs, per a tot x no nul, {\displaystyle f_{1/n}'(x)={\frac {1}{n(x^{1/n})^{n-1}}}={\frac {1}{n}}{\frac {x^{1/n}}{(x^{1/n})^{n}}}={\frac {1}{n}}{\frac {1}{x}}x^{1/n}}. |

Igualment, la funció posseeix les primitives
{\displaystyle F_{1/n}(x)={\frac {n}{n+1}}x.x^{1/n}+C}

## Funció exponencial amb exponent real arbitrari

Funcions potencials d'exponent -0,5 (vermell), 0 (negre), 0,6 (verd), 1 (blau), 1,7 (violeta)

### Estudi general
Gràcies a les funcions exponencial i logarítmica, es poden estudiar les funcions potencials amb exponent un nombre real a qualsevol. La funció 
{\displaystyle f(x)=x^{a}=e^{a\ln(x)}}
està definida per a tot nombre real x>0. Segons els valors de a, pot ser prolongable per continuïtat a x=0, a {\displaystyle \mathbb {R} ^{*}} o a tot {\displaystyle \mathbb {R} } (cf supra). Segons els valors de a, la prolongació pot o no ser derivable en 0.
La convexitat d'una funció està vinculada al signe de la seva derivada segona. Per a una funció potèncial depèn del signe de a(a-1).
| Valor de a | Prolongable en 0 | Derivable en 0 | Creixement | Comportament a l'infinit   | Convexitat |
| ---------- | ---------------- | -------------- | ---------- | -------------------------- | ---------- |
| a < 0      | no               | no             | decreixent | asímptota y = 0            | convexa    |
| a=0        | sí               | sí             | constant   | coincident amb y=1         | recta      |
| 0< a < 1   | sí               | no             | creixent   | branca parabòlica d'eix OX | còncava    |
| a = 1      | sí               | sí             | creixent   | coincident amb y=x         | recta      |
| a>1        | sí               | sí             | creixent   | branca parabòlica d'eix OY | convexa    |

### Derivada i primitiva
La funció potencial {\displaystyle f(x)=x^{a}} és sempre derivable en {\displaystyle ]0,+\infty [} i la seva derivada s'expressa com
{\displaystyle f'(x)=ax^{a-1}}
Si l'exponent a és diferent de -1, posseeix una primitiva sobre aquest mateix interval definida per
{\displaystyle F(x)={\frac {x^{a+1}}{a+1}},}
mentre que per a exponent a=-1 una primitiva n'és la funció logaritme neperià {\displaystyle F(x)=\ln x}.

### Creixements comparats
Les funcions logaritme i exponencial de base b>1 i les funcions potencials d'exponent a>0 tenen totes un límit infinit quan x tendeix a +∞. És per tant interessant comparar el seu creixement. Es demostra que, quan x tendeix a +∞, l'exponencial és més forta que la potència, i que aquesta és més forta que el logaritme:
{\displaystyle \lim _{x\to +\infty }{\frac {b^{x}}{x^{a}}}=+\infty }
{\displaystyle \lim _{x\to +\infty }{\frac {\log _{b}(x)}{x^{a}}}=0}
| Prova : | Si se suposa conegut el fet que {\displaystyle \lim _{x\to +\infty }{\frac {\ln(x)}{x}}=0\ }, els altres límits se'n dedueixen immediatament. En efecte {\displaystyle {\frac {b^{x}}{x^{a}}}=e^{x\ln(b)-a\ln(x)}=e^{x(\ln(b)-a{\frac {\ln(x)}{x}})}\ }. Com que {\displaystyle \lim _{x\to +\infty }\left(\ln(b)-a{\frac {\ln(x)}{x}}\right)=\ln(b)>0\ }, hom té {\displaystyle \lim _{x\to +\infty }x(\ln(b)-a{\frac {\ln(x)}{x}})=+\infty } i doncs igualmentment el límit del quocient estudiat. D'altra banda {\displaystyle {\frac {\log _{b}(x)}{x^{a}}}={\frac {1}{\ln(b)}}{\frac {\ln(x)}{x^{a}}}={\frac {1}{a\ln(b)}}{\frac {\ln(x^{a})}{x^{a}}}={\frac {1}{a\ln(b)}}{\frac {\ln(x)}{x}}}. Com que x tendeix cap a infinit, i {\displaystyle \lim _{x\to +\infty }{\frac {\ln(x)}{x}}=0\ }, passa el mateix amb el quocient initial. |

### Infinitament petit i funció lipschitziana
Per a a>0, es té {\displaystyle \lim _{x\to 0}{x^{a}}=0}. Es pot llavors intentar comparar la força d'aquesta convergència amb la força de convergència d'altres funcions.
Així, es diu que f és un infinitèsim d'ordre més gran o igual que xn en 0 si {\displaystyle {\frac {f(x)}{x^{n}}}} és fitada en un veïnat de 0
Es diu que f és lipschitziana d'ordre a sobre un interval I si existeix un nombre real M tal que, per a qualssevol x, y de I
{\displaystyle |f(x)-f(y)|<M|x-y|^{a}}.
En general, es pren a comprès entre 0 i 1, ja que si és estrictament major que 1 aquesta condició implica que f és constant.
La funció potencial d'exponent a, per a a comprès entre 0 i 1, és l'exemple més simple de funció lipschitziana d'ordre a o de funció hölderiana. En efecte, per a qualssevol nombres reals x i y estrictament positius,
{\displaystyle 0\leq (x+y)^{a}-x^{a}\leq y^{a}}
| Prova : | Una factorització per {\displaystyle y^{a}} de l'expressió precedent dona {\displaystyle (x+y)^{a}-x^{a}=y^{a}\left[\left(1+{\frac {x}{y}}\right)^{a}-\left({\frac {x}{y}}\right)^{a}\right]=y^{a}[(1+X)^{a}-X^{a}]} Basta aleshores estudiar la funció g definida per {\displaystyle g(X)=(1+X)^{a}-X^{a}} La funció potencial d'exponent a > 0 és creixent, doncs g(X) > 0. La derivada de g val {\displaystyle g'(X)=a(1+X)^{a-1}-aX^{a-1}}. La funció potencial d'exponent a-1 < 0 és decreixent, doncs g'(X) < 0. La funció g és doncs decreixent, i, per a tota X, {\displaystyle g(X)\leq g(0)=1} L'expressió g(X) és doncs compresa entre 0 i 1, i això acaba de provar la desigualtat per a {\displaystyle (x+y)^{a}-x^{a}}. |

### Funcions amb raó constant
Les funcions potencials satisfan la propietat següent: raons iguals de x indueixen raons iguals de f(x). És a dir, si
{\displaystyle {\frac {x_{1}}{x_{2}}}={\frac {x_{3}}{x_{4}}}}
aleshores
{\displaystyle {\frac {x_{1}^{a}}{x_{2}^{a}}}=\left({\frac {x_{1}}{x_{2}}}\right)^{a}=\left({\frac {x_{3}}{x_{4}}}\right)^{a}={\frac {x_{3}^{a}}{x_{4}^{a}}}}
Recíprocament, tota funció no nul·la, definida i derivable per a x > 0, i que satisfaci tal propietat, és igual a una funció potencial.
| Prova : | La propietat es tradueix en que, per a tot y positiu, existeix una constant {\displaystyle K_{y}} tal que, per a cada x > 0, {\displaystyle f(xy)=K_{y}f(x)}. Prenent la derivada logarítmica respecte a x d'aquesta igualtat, s'obté {\displaystyle {\frac {yf'(xy)}{f(xy)}}={\frac {f'(x)}{f(x)}}}. Fent x=1 i notant {\displaystyle a={\frac {f'(1)}{f(1)}}} s'obté, per a tot y >0, {\displaystyle {\frac {f'(y)}{f(y)}}={\frac {a}{y}}}. Integrant, {\displaystyle \ln(f(y))=a\ln(y)+\mathrm {const} } i exponenciant {\displaystyle f(y)=Ky^{a}}. |

### Desenvolupament en sèrie
La funció {\displaystyle f(x)=x^{a}} és desenvolupable en sèrie entera en un veïnat de {\displaystyle x_{0}} segons la fórmula
{\displaystyle (x_{0}+x)^{a}=\sum _{n=0}^{+{\infty }}{{a \choose n}\,x_{0}^{a-n}x^{n}},}
on
{\displaystyle {a \choose n}={\frac {a(a-1)(a-2)\cdots (a-n+1)}{n!}}} i {\displaystyle {a \choose 0}=1}
són els coeficient binomials generalitzats.
Cal notar que, per a a natural, la suma és finita: es tracta de desenvolupament del binomi de Newton. El radi de convergència d'aquesta sèrie és trivialment infinit. Si a no és natural, la suma és infinita, i el radi de convergència és {\displaystyle |x_{0}|}.

## Aplicacions
La varietat de les formes de les gràfiques de les funcions potencials les converteix en bons candidats per a la modelització de fenòmens en física, biologia (al·lometria) o economia. Així que s'observa que la corba que expressa y en funció de x té un aspecte similar a una d'aquelles corbes, es pot proposar un model de la forma
{\displaystyle y=Kx^{a}}
Es busca també una modelització d'aquest tipus quan raons iguals entre valors de x indueixen raons iguals entre valors de y.
En aquesta modelització, es tracta de trobar els millors valors de K i de a que modelitzen aquesta relació. Es pot buscar a racional, es busquen llavors dos enters p i q tals que
{\displaystyle y^{q}=K'x^{p}}
o fins i tot dos enters p' i q tals que
{\displaystyle y^{q}x^{p'}=K'}

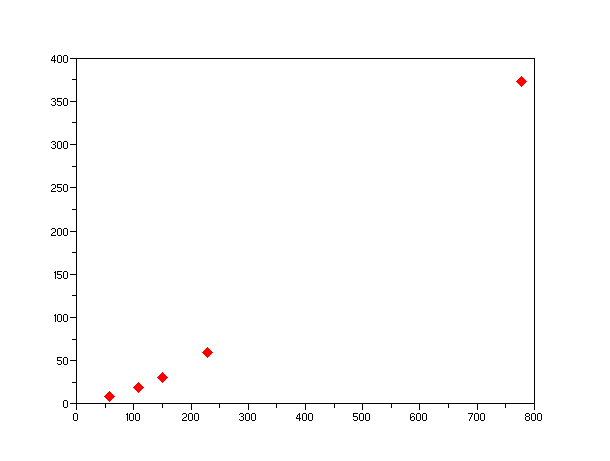
Període (en milions de segons) de les trajectòries dels planetes del sistema solar en funció del semieix major (en milions de km)

Per exemple, la tercera llei de Kepler, que dona la relació entre el semieix major de la trajectòria d'un planeta i el seu període, es pot observar que la corba que dona el període en funció del semieix és del tipus potència amb a>1. A partir del quadre de mesures
| Planeta | semieix major R en {\displaystyle 10^{9}}m | període T en {\displaystyle 10^{6}}s |
| Mercuri | 57,9                                       | 7,58                                 |
| Venus   | 108,2                                      | 19,36                                |
| Terra   | 149,6                                      | 31,47                                |
| Mart    | 227,9                                      | 59,19                                |
| Júpiter | 778,3                                      | 373,32                               |

S'intenta doncs verificar si T/R² o T²/R³ és constant. La segona temptativa és la bona i dona una constant d'aproximadament {\displaystyle 2,96.10^{-4}}.
Quan la relació és més complicada, és preferible procedir a un ajust logarítmic. En efecte, si la relació entre y i x és tal que
{\displaystyle y=Kx^{a}}
aleshores hi ha d'haver una relació afí entre ln(x) i ln(y):
{\displaystyle ln(y)=a\ln(x)+\ln(K)}
Un ajust lineal sobre el núvol de punts (ln(x),ln(y)) permet trobar llavors la funció potencial que relaciona x i y. Si
{\displaystyle ln(y)=m\ln(x)+p}
llavors
{\displaystyle y=e^{p}x^{m}}
Doncs, per esbrinar si un ajust en forma de funció potencial és factible, n'hi ha prou amb col·locar el núvol de punts en una escala logarítmica, i decidir si els punts semblen alineats.
En l'àmbit econòmic, les corbes de concentració de Lorenz donen sobre l'interval [0,1] corbes que es poden modelitzar per funcions potencials. Aquesta modelització és legítima quan els fenòmens estudiats segueixen tots dos una llei de Pareto.

## Funció de variable complexa
En l'àmbit de la variable complexa, per a tot nombre natural n es pot definir sobre {\displaystyle \mathbb {C} } la funció {\displaystyle z\mapsto z^{n}}. Aquestes funcions serveixen per a construir les funcions polinòmiques sobre {\displaystyle \mathbb {C} }, així com els desenvolupaments en sèrie de les funcions holomorfes. També és possible definir sobre {\displaystyle \mathbb {C} ^{*}} la funció {\displaystyle z\mapsto z^{n}} quan n és un enter negatiu.
Tanmateix, no és possible definir sobre {\displaystyle \mathbb {C} ^{*}}, de manera unívoca, la funció {\displaystyle z^{a}} quan a és un nombre real o complex arbitrari. En efecte, cal limitar-se a un d'obert de {\displaystyle \mathbb {C} ^{*}} en el qual existeixi una determinació L del logaritme complex. En tal obert, {\displaystyle f(z)=z^{a}} és llavors la funció holomorfa definida per
{\displaystyle f(z)=\exp(aL(z))}